# Мікі Кун
Мікі Кун (англ. Mickey Kunh; при народженні Теодор Метью Майкл Кун-молодший, англ. Theodore Matthew Michael Kunh, Jr; 21 вересня 1932, Вокіган, Іллінойс — 20 листопада 2022, Нейплс, Флорида) — американський актор.

## Життєпис
Народився у місті Вокіган, штат Іллінойс, в родині Теодора Меттю Майкла Куна-старшого і Перл Бернадетт Гікс. У нього була сестра Бернадетт, старша на 12 років. Скоро Велика депресія змусила родину перебратися до Лос-Анджелеса. На великому екрані вперше з'явився 1934 року, у дворічному віці, в романтичній драмі «Вибір серця» за участю Джанет Гейнор, Чарльза Фаррелла, Джинджер Роджерс та Джеймса Данна.
Найбільш відомі свої ролі Кун виконав 1939 року в фільмах «Хуарес» та «Звіяні вітром» (він грав Бо Вілкса, сина Ешлі та Мелані у виконанні Леслі Говарда та Олівії де Гевіленд). Його акторська кар'єра тривала до середини 1959-х років, й за цей час він з'явився майже у 30 фільмах, серед яких «Дік Трейсі» (1945), «Дивна любов Марти Айверс» (1946) та «Трамвай „Бажання“» (1951), де він  зіграв моряка, який на початку фільму підказує Бланш потрібний їй трамвай (Кун єдиний актор, який знявся разом з Вів'єн Лі в обох картинах, що принесли їй премію Оскар).
У 1951—1955 роках служив у ВМС США. 1957 року зіграв у трьох епізодах серіалу «Альфред Гічкок представляє», після чого завершив свою акторську кар'єру. Із 1965-го по 1995 рік працював у компанії «American Airlines».
Останні роки проживав у місті Нейплс, штат Флорида, де працював волонтером чотири години на тиждень в місцевому госпіталі. 2005 року отримав кінопремію Золота бутса.
Мікі Кун помер 20 листопада 2022 року в госпісі у місті Нейплс, штат Флорида, в 90-річному віці.

## Особисте життя
У 1956—1962 роках року Кун був одружений з Джин Мері Геннік. У пари народилися двоє дітей — син Майк і дочка Патриція. Шлюб завершився розлученням. 1984 року одружився з Барбарою Трейсі. Шлюб тривав до смерті актора.

## Фільмографія
| Рік  |   | Українська назва           | Оригінальна назва                | Роль                                 |
| ---- | - | -------------------------- | -------------------------------- | ------------------------------------ |
| 1934 | ф | Вибір серця                | Change of Heart                  | всиновлене немовля                   |
| 1937 | ф | Щоденник доктора           | A Doctor's Diary                 | хлопчик у лікарні                    |
| 1939 | ф | Король злочинного світу    | King of the Underworld           | Сонні Стівенс                        |
| 1939 | ф | Хуарес                     | Juarez                           | Агустін I                            |
| 1939 | ф | S.O.S. Припливна хвиля     | S.O.S. Tidal Wave                | Бадді Шеннон                         |
| 1939 | ф | Коли настане завтра        | When Tomorrow Comes              | хлопчик (епізод)                     |
| 1939 | ф | Поганий маленький янгол    | Bad Little Angel                 | Боббі Крейгтон                       |
| 1939 | ф | Звіяні вітром              | Gone with the Wind               | Бо Вілкс                             |
| 1940 | ф | Я бажаю розлучитися        | I Want a Divorce                 | Девід Голланд-молодший               |
| 1940 | ф | Трохи спокушений           | Slightly Tempted                 | хлопчик (епізод)                     |
| 1941 | ф | Один крок у раю            | One Foot in Heaven               | хлопчик (епізод)                     |
| 1944 | ф | Під західним небом         | Beneath Western Skies            | Тедді (епізод)                       |
| 1945 | ф | Грубо кажучи               | Roughly Speaking                 | Джон                                 |
| 1945 | ф | Дерево росте в Брукліні    | A Three Grows in Brooklyn        | хлопчик на різдвяній ялинці (епізод) |
| 1945 | ф | Це наше кохання            | This Love of Ours                | юнак (епізод)                        |
| 1945 | ф | Дік Трейсі                 | Dick Tracy                       | Джуніор                              |
| 1946 | ф | Рейнджери                  | Roaring Rangers                  | Ларрі Коннор                         |
| 1946 | ф | Дивна любов Марти Айверс   | The Strange Love of Martha Ivers | Волтер в дитинстві                   |
| 1946 | ф | Ловець вітру               | The Searching Wind               | Сем у дитинстві                      |
| 1946 | ф | Повернення Расті           | The Return of Rusty              | Марті Коннорс                        |
| 1946 | ф | Три дівчини у блакитному   | Three Little Girls in Blue       | хлопець з ферми                      |
| 1947 | ф | Високе досягнення          | High Conquest                    | Пітер Обервалдер-молодший            |
| 1947 | ф | Чарівне місто              | Magic Town                       | Генк Нікльбі                         |
| 1948 | ф | Червона річка              | Red River                        | Метт в дитинстві                     |
| 1949 | ф | Місце злочину              | Scene of the Crime               | Ед Моніган-молодший                  |
| 1950 | ф | Зламана стріла             | Broken Arrow                     | Боб Слейд                            |
| 1951 | ф | Це мій хлопець             | That's My Boy                    | студент (епізод)                     |
| 1951 | ф | Трамвай «Бажання»          | Streetcar Named Desire           | моряк                                |
| 1951 | ф | В загулі                   | On the Loose                     | Боб Венс                             |
| 1955 | ф | Останній кордон            | The Last Frontier                | Люк                                  |
| 1955 | ф | Очистити територію         | Away All Boats                   | матрос (в кінці фільму)              |
| 1956 | с | Альфред Гічкок представляє | Alfred Hitchcock Presents        | Белгоуп/Еллербі                      |